# Maria Albot
Maria Albot (născută Guțuleac; n. 21 ianuarie 1986) este o juristă și politiciană din Republica Moldova, fost deputat în legislatura a XXI-a a Parlamentului Republicii Moldova, aleasă pe listele Partidului „ȘOR”.

## Copilărie și educație
Maria Albot a învățat la Liceul Logica din Chișinău, într-o clasă cu Ilan Șor, fiul fondatorului liceului. La aceeași școală a învățat și colega de partid a celor doi, Marina Tauber. A făcut studiile de licență în drept la Universitatea de Stat din Moldova, absolvind în 2009. În 2013 a devenit master în drept la Universitatea Liberă Internațională din Moldova.

## Carieră
A lucrat o perioadă lungă la Primex Com SRL, în calitate de operator al centrului poligrafic în 2002-2009, jurist referent în 2009-2012 și șef secția juridică și secretariat în 2012-2014. După terminarea studiilor de licență, a început să lucreze în firme administrate de Ilan Șor și persoane din anturajul acestuia, în 2011 fiind prezentată de presă drept asistenta lui Șor. Astfel, în 2010-2012 a fost jurist referent la Dufremol SRL, urmând să devină în 2014 director comercial al companiei, iar în 2018 al companiei-soră DFM SRL.
Din august 2015, timp de un an, a fost conducătoare a Asociației obștești „Pentru Orhei”, rămânând membră a Consiliului de Administrație al asociației. Activează în cadrul Fundației de Caritate „Miron Shor”, unde este sau a fost vicepreședinte.

### Activitate politică
Albot a devenit secretar general al Partidului ȘOR în aprilie 2017, la câteva luni după remanierele din formațiune ca urmare a preluării Mișcării „Ravnopravie”.
La alegerile parlamentare din 2019, a concurat pe lista națională de partid și a devenit deputat în Parlament. Și-a depus mandatul la 31 iulie 2019, motivând că dorește să revină la activitățile de caritate în cadrul fundației „Miron Shor”. Locul său a fost preluat de juristul Igor Himici, membru al aceluiași partid.

### Controverse
Conform RISE Moldova, numele Mariei Albot a apărut în raportul companiei internaționale de audit Kroll, făcut prin analiza circumstanțelor furtului miliardului din 2012-2014. Raportul atesta că Albot deținea un pachet de 4,98% din acțiunile Băncii Sociale, una dintre cele trei bănci implicate în frauda bancară de 13,7 miliarde de lei. Soțul juristei, Sergiu Albot, a fost șef al Băncii Sociale, iar în această calitate a fost sancționat în 2016 de Banca Națională a Moldovei pentru evaluarea neadecvată a creditelor acordate. Anterior, acesta fusese și vicepreședinte al Unibank, o altă instituție bancară implicată în furt.
În 2015, numele Mariei Albot a fost menționat în autodenunțul depus de Ilan Șor împotriva fostului prim-ministru Vladimir Filat, în care Șor declara că ea ar fi fost însărcinată cu transferarea unor bani sau achitarea unor servicii lui Filat. În 2016, Albot a fost audiată în dosarul Filat în calitate de martor al acuzării, confirmând alegațiile din autodenunț.

## Viață personală
Maria Albot este căsătorită și are 2 copii. Soțul ei este bancherul Sergiu Albot, fost șef al Băncii Sociale. Este domiciliată în municipiul Chișinău. Cunoaște limbile rusă, română și engleză.